# Copromorpha macrolepis
Copromorpha macrolepis is een vlinder uit de familie van de Copromorphidae. De wetenschappelijke naam van de soort is voor het eerst geldig gepubliceerd in 1959 door Diakonoff.